# アグローポリ
アグローポリ（伊: Agropoli）またはアグロポリは、イタリア共和国カンパニア州サレルノ県にある、人口約22,000人の基礎自治体（コムーネ）。
起源の年代は見解が分かれている。このアグローポリという名前から、古代ギリシャの殖民都市がその起源という意見がある一方で、5世紀ごろにビザンチンの都市として築かれたという意見もある。9世紀にはサラセン人の襲撃と、それに続いて少なくとも2世紀に渡る占領を受け、その後はアラゴン王国の支配も受けた。現代では近代的な町となっている一方で、海岸での海水浴や、中世の建築物の見学といった観光地としての側面も持っている。
ナポリから電車で30分ほどの所要時間。駅前は近代的で、駅から徒歩15分ほどで旧市街と海岸へ至る。旧市街の一番高い位置には中世の城砦がある。 この城砦はビザンチン統治下の6世紀に築かれた建築を基礎として、アンジュー=アラゴン家時代に整えられた。

## 地理

### 位置・広がり
サレルノからは51キロメートル、ナポリから107キロメートルに位置する。

#### 隣接コムーネ
隣接するコムーネは以下の通り。
- カパッチョ＝ペストゥム
- カステッラバーテ
- チチェラーレ
- ラウレアーナ・チレント
- オリアストロ・チレント
- プリニャーノ・チレント
- トルキアーラ

## 行政

### 分離集落
アグローポリには、以下の分離集落（フラツィオーネ）がある。
- Campanina, Cannetiello, Destre, Fonte Saraceno, Iscalonga, La Vecchia, Mancone, Marettima, Marrota, Mattine, Monaci, Moio, Mutalipassi,Palombe,Piaggese, Picone, Piscone, Ponti Rossi, Principe, San Biagio, Serra, Streppina, Torre, Torretta, Ventre

## ギャラリー

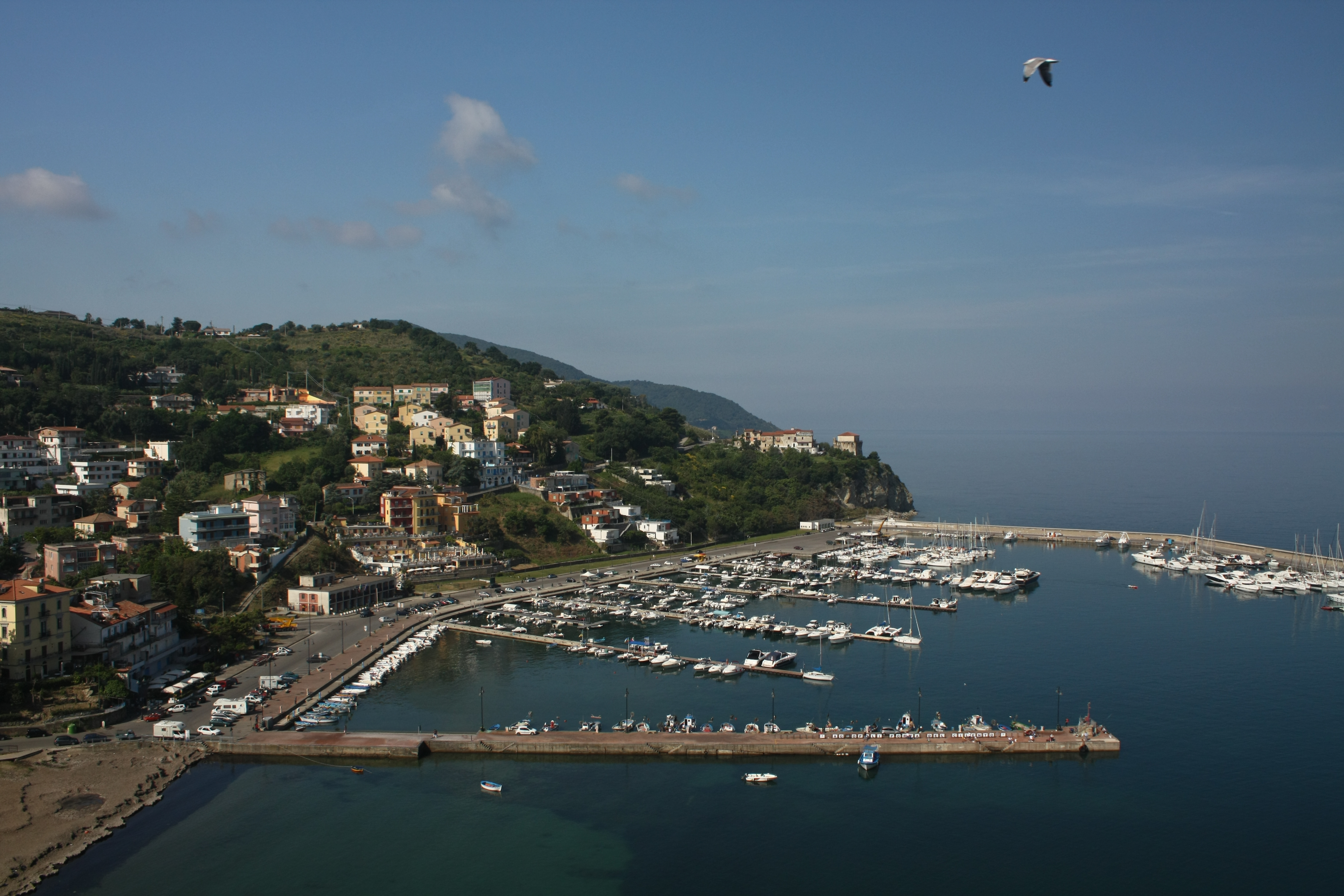
マリーナ。手前左はビーチになっている
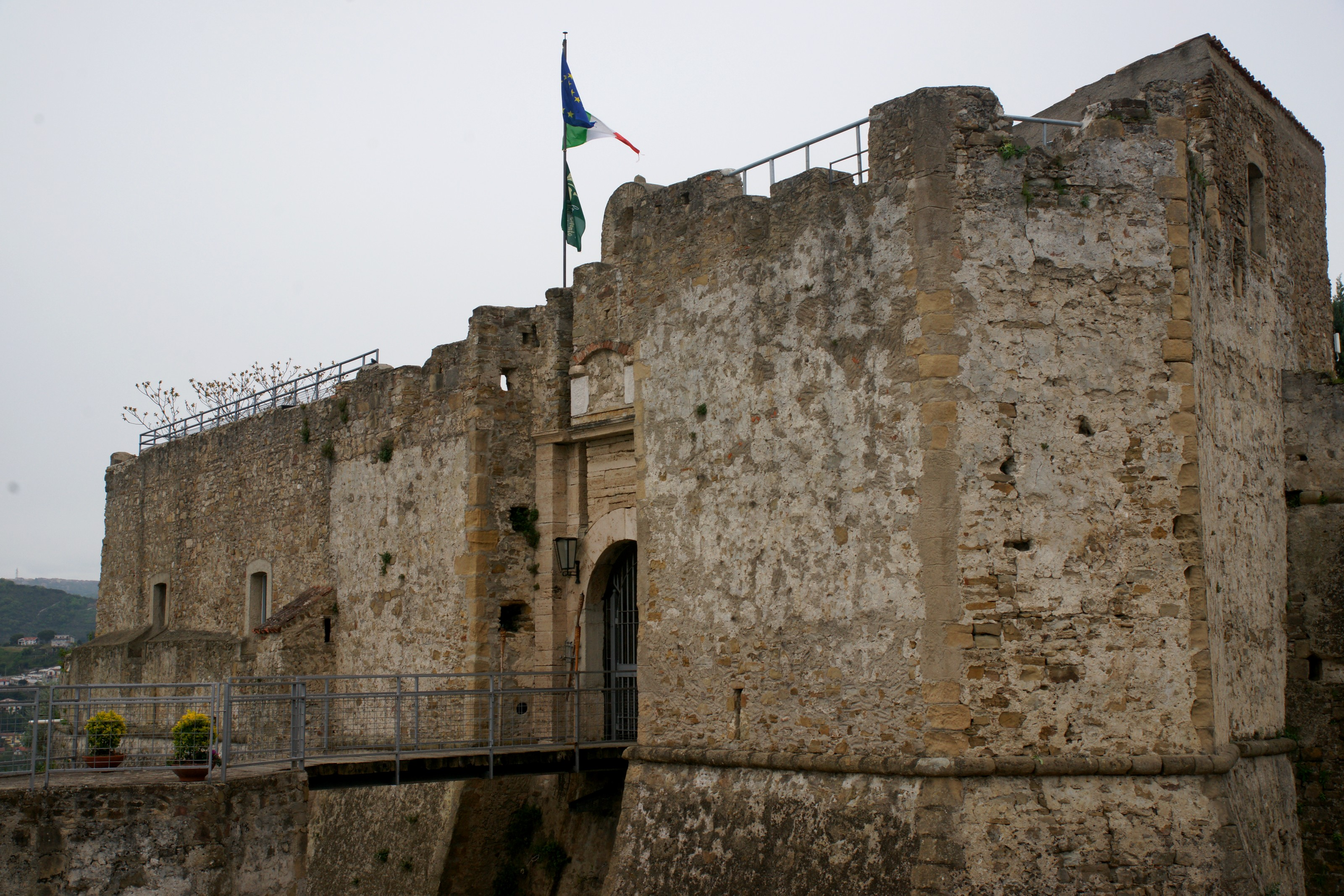
城砦